# Liste von Söhnen und Töchtern der Stadt Remscheid
In der Liste von Söhnen und Töchtern der Stadt Remscheid sind Artikel über bedeutende, auf dem Gebiet der heutigen Stadt Remscheid geborene Persönlichkeiten zusammengestellt und chronologisch nach dem Geburtsjahr aufgelistet. Ob die Personen ihren späteren Wirkungskreis in Remscheid hatten oder nicht, ist dabei unerheblich. Viele sind nach ihrer Geburt weggezogen und andernorts bekannt geworden. Die Liste erhebt keinen Anspruch auf Vollständigkeit.

## 15. Jahrhundert
- um 1497, in Lüttringhausen (heute Ortsteil von Remscheid): Adolf Clarenbach; † 28. September 1529 in Köln, „Bergischer Reformator“, protestantischer Reformator, der wegen seiner Überzeugung in Köln-Melathen auf dem Scheiterhaufen endete

## 18. Jahrhundert
- 1745, 23. Oktober in Neuenhammer bei Remscheid: Johann Arnold Halbach; † 11. Juni 1823 in Müngsten (heute Solingen) war ein Fabrikant im Bergischen Land.
- 1752, 11. Februar in Auf dem Heidt, damals Lüttringhausen, heute Ronsdorf: Daniel Schürmann; † 25. Februar 1838, war Lehrer und Verfasser von Schulbüchern, darunter auch ein lange genutztes Rechenbuch.
- 1773,  5. Juni, Caspar Georg Carl Reinwardt; in Lüttringhausen; † 6. März 1854 in Leiden, war ein weltberühmter Naturwissenschaftler.
- 1785, 19. Mai: Gottfried Duden; † 29. Oktober 1855 ebenda, war ein deutscher Arzt, Farmer und Friedensrichter in den USA sowie Schriftsteller
- 1794 oder 1795: Johann Gottfried Böker; † Anfang März 1860 in New York City, war ein deutschamerikanischer Wein- und Spirituosenhändler, Konsul, Kunstsammler und Galerist.

## 19. Jahrhundert

### 1801 bis 1850
- 1810, 18. Mai: Johann Peter Hasenclever; † 16. Dezember 1853 in Düsseldorf, Maler
- 1813, 16. März: Friedrich Jansen; † 16. Februar 1884 in Wiesbaden, Textilunternehmer und Abgeordneter des deutschen Zollparlaments
- 1813, 16. Mai: Richard Hasenclever; † 8. Juni 1876 in Düsseldorf, Schriftsteller, Sanitätsrat und Reichstagsabgeordneter
- 1814, 17. November: Reinhard Mannesmann; † 27. April 1894 in Remscheid, Unternehmer, Feilen- und Röhrenfabrikant, Kommunalpolitiker, Vater von Max und Reinhard Mannesmann
- 1817, 8. Dezember in Ehringhausen: Georg Hasenclever; † 24. August 1904 in Aachen, preußischer Verwaltungsbeamter und Landrat des Kreises Aachen
- 1839, 3. Mai: Johannes Fastenrath; † 16. März 1908 in Köln, war ein deutscher Jurist, Schriftsteller und Übersetzer.
- 1843, 27. Mai: Robert Böker; † 17. April 1912 in Remscheid, deutscher Kaufmann, Geheimer Kommerzienrat und Kommunalpolitiker
- 1845, 27. März in Lennep (heute Stadtteil von Remscheid): Wilhelm Conrad Röntgen; † 10. Februar 1923 in München, Physiker (Entdecker der nach ihm benannten Röntgen-Strahlen), er verbrachte den größten Teil seines Lebens jedoch in Würzburg

### 1851 bis 1900
- 1853, 15. September: Moritz Böker; † 7. Januar 1933 in Remscheid, Ingenieur und Industrieller, Generaldirektor der BSI und Mitinitiator der Siedlung Bökerhöhe
- 1853, 8. Dezember: Julia Jobst; † 16. Januar 1935 in Eberswalde, Schriftstellerin
- 1856, 13. Mai: Reinhard Mannesmann; † 20. Februar 1922 in Remscheid, Techniker und Industrieller (Zusammen mit seinem Bruder Max Erfinder des Walzverfahrens zur Herstellung von nahtlosen Stahlrohren, Mitbegründer des Mannesmann-Konzerns)
- 1857, 9. September: August Gissler; † 8. August 1935 in New York City, Schatzsucher, der von 1889 bis 1908 mit kurzen Unterbrechungen auf der Kokos-Insel (Costa Rica) lebte
- 1857, 6. Dezember: Richard Pick;  † 19. April 1933 in Lüttringhausen, Kommunalpolitiker seiner Heimatstadt Lüttringhausen, wo ihm auch die Ehrenbürgerschaft verliehen wurde
- 1857, 30. Dezember: Max Mannesmann; † 2. März 1915 in Aachen, Erfinder und Unternehmer (Zusammen mit seinem Bruder Reinhard Erfinder des Walzverfahrens zur Herstellung von nahtlosen Stahlrohren, Mitbegründer des Mannesmann-Konzerns)
- 1861, 3. April: Emil Heuser; † 4. Juni 1934 in Gießen, Bibliothekar
- 1863, 28. April in Lennep: Johann Christian Josef Ommerborn; † 1938 in Wuppertal, Journalist, Schriftsteller, Leiter der „Landstraßen-Mission“
- 1866, 24. Mai in Lennep (heute Stadtteil von Remscheid): Hermann Hardt; † 10. Dezember 1938 in Remscheid, Kaufmann und Tuchfabrikant
- 1866, 13. November, Hedwig Lindenberg; † 1951 in Düsseldorf, Marinemalerin
- 1867, 8. März: Karl Felde; † 2. Oktober 1925, Politiker und Abgeordneter des Provinziallandtages der Provinz Hessen-Nassaui
- 1867, 26. Oktober: Arthur Rehbein (Pseudonym: Atz vom Rhyn; Atz vom Rheyn; Rehlauf); † 28. Februar 1952 in Berlin, Schriftsteller, Journalist, Lyriker, Reiseschriftsteller und Verfasser von Hörspielen
- 1869, 12. November: Richard Lindenberg; † 22. Juli 1925, erbaute den ersten industriell genutzten Elektrostahlofen
- 1873: Wilhelm Engels; † 1953, Heimatforscher und Schulrektor
- 1874: 10. Mai: Otto Mannesmann; † 10. April 1916 in Tripolis, Osmanisches Reich, Physiker und Ingenieur, Erfinder einer Gaslampe, gründete die Mannesmann Lichtwerke
- 1874, 21. September: Karl Jarres; † 20. Oktober 1951, Politiker (DVP) in der Weimarer Republik
- 1878, 24. März: Clemens Schaefer; † 9. Juli 1968 in Köln, Physiker
- 1878, 29. Mai: Bernhard Hasenclever; † 25. Januar 1964 in Bad Ems, Bürgermeister in Nassau und Landrat des Unterlahnkreises
- 1879, 11. November: Heinrich Maria Martin Schäfer; † 1. September 1951, Politiker
- 1882, 1. September in Reinshagen: Erich Becher; † 5. Januar 1929 in München, Philosoph und Psychologe
- 1882, 11. Dezember: Gustav Hermann Halbach; † 18. März 1958 in Remscheid, Autor des Bergischen Sprachschatzes
- 1883, 9. Februar  in Lennep: Fritz Windgassen; † 17. April 1963 in Murnau am Staffelsee, Sänger (Tenor)
- 1883, 12. Juni: Heinrich Alfred Kaiser; † 25. Juni 1946 in Dresden, Architekt und Maler
- 1884, 12. März in Lennep (heute Stadtteil von Remscheid): Elisabeth Dicke; † 11. August 1952 in Überlingen, Krankengymnastikerin, entwickelte die Bindegewebsmassage
- 1884, 2. Juli in Reinshagen: Prof. Dr. Ernst Siegfried Becher; † 4. Januar 1926 in Breslau, Professor an den Universitäten Rostock, Gießen, München und Breslau (Physiologie)
- 1885, 31. Mai: Hermann Kaiser; † 23. Januar 1945 in Berlin-Plötzensee, Offizier und Beteiligter des Attentats vom 20. Juli 1944
- 1886, 21. Januar: Gustav Theill; † 7. Februar 1963, Fabrikant und Politiker
- 1886, 22. Februar: Emil Lumbeck; † 8. August 1979 in Wuppertal, Buchversandhändler, der die fadenlose Klebebindung für Bücher, Hefte und Broschüren in Kaltklebetechnik entwickelte
- 1887, 19. Dezember: Erwald „Ewald“ Weisemann; † 16. Oktober 1963 in Remscheid, Pädagoge und Politiker (DNVP)
- 1889, 21. Februar in Lennep: Oskar Wingen; † wahrscheinlich zwischen 1945 und 1949, promovierter Wirtschaftswissenschaftler und Bevölkerungstheoretiker
- 1889, 23. Mai: Erich Engels; † 25. April 1971 in München, Filmregisseur und Drehbuchautor
- 1889, 14. August: Walter Freitag; † 7. Juni 1958 in Herdecke/Ruhr, Bundestagsabgeordneter und Landtagsabgeordneter in Nordrhein-Westfalen (SPD), Vorsitzender der IG Metall, Vizepräsident des Internationalen Bundes Freier Gewerkschaften, Vorsitzender des Deutschen Gewerkschaftsbundes DGB (1952–56)
- 1890, 10. August: Erwin Becher; † 4. September 1944 in Frankfurt am Main, Mediziner
- 1892, 6. April: Hermann Schäfer; † 26. Mai 1966 in Bad Godesberg, Politiker (DDP, FDP, DP), MdB, Vorsitzender der FDP-Fraktion im Bundestag (1949–51 und 1952–53), Bundesminister für besondere Aufgaben (1953–56)
- 1892, 29. Dezember: Otto Jungtow; † 19. August 1959 in Remscheid, Fußballspieler
- 1894, 20. Februar in Lennep (heute Ortsteil von Remscheid): Curt Corrinth; † 27. August 1960 in Berlin, Romancier, Lyriker, Dramatiker, Redakteur und Drehbuchautor, u. a. Trojaner; Der König von Trinador
- 1894, 31. Juli: Otto Kuhler; † 5. August 1977 in Denver, deutsch-amerikanischer Industriedesigner und Künstler
- 1894, 3. Oktober, in Lüttringhausen/Garschagen (heute Ortsteil von Remscheid): Ewald Platte; † 3. Oktober 1985 in Opladen, Maler, der internationale Anerkennung fand
- 1895, 12. November: Gustav Flohr; † 18. Februar 1965 in Remscheid, Politiker (KPD)
- 1896, 27. Oktober: Otto Dowidat; † 4. Juli 1975 in Remscheid, Politiker (FDP) und Unternehmer
- 1897, 15. November: Viktor Agartz; † 9. Dezember 1964 in Bensberg bei Köln, Gewerkschafter
- 1898, 5. März: Kurt Jahncke; † 20. Oktober 1962 in Oldenburg (Oldenburg), Journalist und stellvertretender Pressechef der Reichsregierung
- 1898, 24. April: Ernst Lemmer; † 18. August 1970 in Berlin, Politiker (DDP, CDU), MdR, MdB, Bundesminister für das Post- und Fernmeldewesen (1956–57), Bundesminister für gesamtdeutsche Fragen (1957–62), Bundesminister für Vertriebene, Flüchtlinge und Kriegsgeschädigte (1964–65)
- 1898, 29. Juni: Emil Friedrich Robert Lehnartz; † 10. Januar 1979 in Münster (Westfalen), Physiologe und Hochschullehrer
- 1899, 25. Juni: Hans Schwippert; † 18. Oktober 1973 in Düsseldorf, bedeutender Architekt der Nachkriegszeit
- 1899, 21. September: Karl Nastelski; † 11. März 1972, Jurist und Senatspräsident am Bundesgerichtshof
- 1900, 6. Juli in Lennep: Elfriede Senden; † 30. November 1941 in Lennep, Mittelstreckenläuferin
- 1900, 16. Juli: Robert Stamm; † 4. November 1937 hingerichtet in Berlin-Plötzensee, Politiker, 1932/33 Bremer Reichstagsabgeordneter der KPD und ein Opfer des NS-Regimes
- 1900, 3. August: Peter Wilhelm Brand; † 1. August 1978, Politiker (CDU), MdB
- 1900, 19. Oktober, in Lüttringhausen (heute Ortsteil von Remscheid): Ludwig Steil; † 17. Januar 1945 im KZ Dachau, im Dritten Reich regimekritischer Pfarrer, zuletzt in Wanne-Eickel, Märtyrer der Bekennenden Kirche
- 1900, 11. Dezember: Gerd Arntz; † 4. Dezember 1988 in Den Haag, gesellschaftskritischer Künstler und Grafiker

## 20. Jahrhundert

### 1901 bis 1920
- 1902, 11. Juli, Arnold Schmidt; † 16. September 1967 in Marburg, Mathematiker, Hochschullehrer
- 1903, 18. März: Dr. med. Elisabeth Kalt, geb. Kraemer; † 1. Juli 1961 in Birkesdorf, NS-Ärztin an der PHP Andernach, Beteiligte an Euthanasie-Verbrechen
- 1903, 12. Mai: Friedel Schuster; † 1983, 20. Januar in Mendig, Filmschauspielerin und Synchronsprecherin
- 1904, 4. Februar: Teo Otto; † 1968, 9. Juni, einer der bekanntesten Bühnenbildner des 20. Jahrhunderts
- 1905, 13. März  in Lüttringhausen: Walther Peter Fuchs; † 4. November 1997, war ein deutscher Historiker und Hochschullehrer
- 1905 12. Mai: Artur Becker; † 1938 in Spanien, genaues Datum unbekannt, war ein Funktionär des Kommunistischen Jugendverbandes Deutschlands (KJVD), Spanienkämpfer und Widerstandskämpfer gegen den Nationalsozialismus
- 1905, 3. Juli: Richard Corts; † 7. August 1974 in Remscheid, war ein deutscher Leichtathlet und Olympiamedaillengewinner
- 1905, 30. Juli: Ewald Funke; † 4. März 1938 in Berlin-Plötzensee, war ein deutscher Widerstandskämpfer gegen den Nationalsozialismus.
- 1905, 12. Oktober: Rolf vom Busch; † 6. Juli 1971 in Wien, Mörder, wurde 1936 wegen Landesverrats verurteilt, da er Adolf Hitler Homosexualität vorgeworfen hatte und behauptete, durch eine Beschreibung des Genitals das beweisen zu können.
- 1906, 26. Februar: Hans Bertram; † 8. Januar 1993 in München, deutscher Flugpionier, Luftbildverleger, Filmregisseur, Drehbuchautor und Produktionsleiter.
- 1908, 10. Februar, Ludwig Erich Schmitt; † 1. März 1994 in Marburg, Germanist und Hochschullehrer
- 1909, 2. Mai: Käthe Kalweit; † 22. Mai 1950, war eine sozialdemokratische Landtagsabgeordnete in Nordrhein-Westfalen.
- 1909, 11. Oktober: Hellmut Holthaus; † 16. Mai 1966 in Staufen im Breisgau, war Redakteur in diversen Zeitschriften, Schriftsteller und Verfasser von humoristischen Kurzgeschichten und Feuilleton-Beiträgen.
- 1909, 10. November, Hans Hofmann; † 8. März 1954, Politiker und Landtagsabgeordneter in Nordrhein-Westfalen
- 1910, 3. Dezember, Ernst-Heinz Schäfer, Jurist und Geschäftsführer des Verbandes der weiterverarbeitenden Eisen- und Metallindustrie des Saarlandes, Ehrensenator der Universität des Saarlandes
- 1910, 26. Dezember: Walter Held (unter dem Namen Heinz Epe); † 28. Oktober 1942 in der Sowjetunion, trotzkistischer Politiker und Stalinismus-Opfer
- 1911, 14. Juni: Walter Pongs; † 20. Jahrhundert oder 21. Jahrhundert, KZ-Arzt und Zahnarzt im KZ Buchenwald
- 1912, 11. März: Karl Kleinjung; † 20. Februar 2003 in Westfalen, war ehemaliger Leiter der Hauptabteilung I des Ministeriums für Staatssicherheit, zuletzt als Generalleutnant.
- 1912, 24. Mai: Josef Linden; † Ende Dezember 1944, kommunistischer Widerstandskämpfer in der Gruppe Hans Salz
- 1913, 31. Januar: Gustav Sichelschmidt; † 1996, deutscher Historiker und Autor
- 1913, 14. März: Karl Schröder; † 16. März 1971, Politiker (SPD), Landtagsabgeordneter
- 1914, 28. November, Josef Coesfeld; † 23. September 1989 in München, Maskenbildner, auch Sänger
- 1916, 13. Mai, in Lennep (heute Stadtteil von Remscheid): Adolf Müller; † 22. Februar 2005, war ein deutscher Gewerkschafter und Politiker (CDU).
- 1917, 11. Oktober: Helga Tiemann; † 13. Oktober 2008 in Köln, Malerin des traditionellen Realismus, Bildhauerin sowie Mitgründerin der Europäischen Kultur Stiftung (EKS) und des von dieser geförderten Museums Arno Breker (heutiges Museum Europäischer Kunst) im Schloss Nörvenich (Kreis Düren)
- 1918, 18. Dezember: Emil Lux; † 18. Dezember 2005, Gründer des Obi Baumarktes.
- 1919, 23. Oktober in Lüttringhausen (heute Stadtteil von Remscheid): Ludwig Poullain, Bankier, Vorstandsvorsitzender der Westdeutschen Landesbank (1968–1977), Präsident des Deutschen Sparkassenverbandes (1968–1974)
- 1920, 26. Mai: Hans Karl Schneider; † 27. August 2011 in Köln, Volkswirt und Hochschullehrer
- 1920, 14. Juli: Hans Schmidt; † 5. Juli 2003 in Bonn, Astronom und Hochschullehrer
- 1920, 28. Juli: Friedrich Loew; † 8. Februar 2018, Neurochirurg

### 1921 bis 1940
- 1921, 3. Mai: Max Kratz; † 2. Juli 2000 in Düsseldorf, Prof. für Kunst und Design in Essen, Skulpturen und Zeichnungen, sakrale Werke
- 1921, 3. August: Gert Harald August von Kortzfleisch; † 16. Oktober 2007 in Mannheim, Prof. Dr. rer. pol., war Hochschullehrer an der Universität Mannheim sowie Mitglied des Club of Rome. Er ist Ehrenritter des Johanniterordens.
- 1922, 6. Februar: Bruno Tetzner; 25. Juli 2008 in Wermelskirchen, Kirchenmusiker, Musikpädagoge und Kulturpolitiker
- 1923, 28. April: Peter Wolf; † 25. September 2000 in Remscheid, war Oberbürgermeister der Stadt Remscheid und Unternehmer.
- 1924, 7. Februar: Gustav Adolf Theill; † 29. November 1997 in Köln, Komponist, Kirchenmusiker und Musikwissenschaftler
- 1925, 23. März: Karl-Horst Lessing; † 11. November 1987, Brigadegeneral der Luftwaffe der Bundeswehr und Nachrichtendienstler
- 1925, 31. März: Petra Peters; † 31. Juli 2004 in München, Schauspielerin
- 1925, 29. Juni in Lüttringhausen (heute Stadtteil von Remscheid): Kurt Wüster; † 22. November 1999 in Remscheid, war ein Politiker (SPD).
- 1925, 13. September: Gerd Ludwig Lemmer, Jurist und Politiker (CDU)
- 1926, 15. März: Fredy Mutz; † 15. April 2001 in Leverkusen, Fußballspieler und -funktionär
- 1926, 23. Mai: Horst Flick, Fernsehregisseur
- 1926, 8. September: Wilhelm Wiedenhoff; † 5. April 1995, Kirchenmusiker
- 1928, 28. August: Karl-Michael Vogler; † 9. Juni 2009 in Seehausen am Staffelsee, war ein Schauspieler.
- 1929, 22. September: Frank Benseler; † 22. Dezember 2021 in Borchen, Soziologe und Hochschullehrer an der Universität Paderborn
- 1930, 8. März: Lonny Kellner; † 22. Januar 2003 in Hamburg, Sängerin (Im Hafen von Adano, Bum-Budi-Bum), Gattin von Peter Frankenfeld
- 1932, 24. August: Günter Lesche, Konzertsänger („Bergischer Bariton“) und Initiator der Kulturbrücke nach Russland.
- 1933, 11. Juni: Heinz-Gregor Johnen; † 30. Januar 2012 in Aachen, Unternehmer und langjähriger Geschäftsführer von Zentis
- 1934, 9. September: Elmar Fastenrath, katholischer Theologe
- 1935, 24. Juni, Albrecht Encke; † 7. Dezember 2022 in Frankfurt am Main, Chirurg und Hochschullehrer
- 1935, 27. Juni: Francis van den Berg; † 5. Dezember 1976 bei Lupane, Ordensfrau, Missionarin und Märtyrin
- 1937, 3. März: Floris Michael Neusüss, Fotograf, Dozent für Fotografie
- 1937, 16. Juni: Dierk Henning Schnitzler, Jurist, Polizist und Polizeipräsident (Wasserschutzpolizei NRW, Bonn)
- 1937, 15. November: Hans-Ulrich Everts, Professor für Theoretische Physik an der Universität Hannover
- 1938, 16. März: Gus Anton, Dirigent, Komponist und Arrangeur
- 1938, 14. Juni: Johannes Zittartz, Physikprofessor an der Universität Köln
- 1938, 14. September: Heide Buscher, Literaturhistorikerin
- 1938, 14. November: Natascha Selinger, bürgerlich Rotraud Selinger geb. Schultz, Schriftstellerin
- 1939, 3. Januar: Gerd Hanebeck; † 27. Oktober 2017 in Wuppertal, Maler, Grafiker und Objektkünstler
- 1939, 16. April: Jürgen Hönscheid, Bibliothekar
- 1939, 21. Oktober: Peter Plichta, Chemiker und Autor
- 1940: Heidi Urbahn de Jauregui; † 12. August 2024 in Heidelberg, emeritierte Professorin für deutsche Literatur an der Universität Saint-Étienne
- 1940, 22. Januar: Wolfgang Seiler, Biogeochemiker und international renommierter Klimaforscher
- 1940, 28. November: Erich Küthe; † 10. Januar 2003, war ein Fachbuchautor. Er studierte Waren- und Wirtschaftskunde an der Universität zu Köln und war dort Professor
- 1940, 12. Dezember: Gudrun Kopp, geborene Wessel; † 30. Mai 2022, Politikerin (FDP), Mitglied des Niedersächsischen Landtages

### 1941 bis 1960
- 1941: Klaus Küster, Grafiker
- 1941, 6. März: Peter Brötzmann; † 22. Juni 2023 in Wuppertal, Jazzmusiker
- 1941, 17. April: Dirk Blasius, Historiker und Hochschullehrer
- 1941, 31. Dezember: Manfred Güllner, Soziologe
- 1942: Gisela Szagun, Psychologin und Professorin für Entwicklungspsychologie
- 1942, 12. März: Wilhelm Rödder, Wirtschaftswissenschaftler
- 1942, 4. September: Rolf D. Gassen, FDP-Kommunalpolitiker
- 1943, 2. März: Gabriele Gast, deutsch-deutsche Spionin
- 1944, 3. August: Christel Frese, Leichtathletin (Kurz- und Mittelstrecke) und Olympiateilnehmerin 1972
- 1945, 2. Juni, Peter J. W. Stadler, Chemiker und Biotechnologe
- 1945, 1. August: Christoph Elsas, evangelischer Theologe
- 1945, 14. September: Klaus Budde, Fußballspieler
- 1945, 19. November: Wolf-Dieter Hasenclever, Politiker (SPD, AUD, Grüne, zuletzt FDP) und Pädagoge
- 1947, 12. August: Waltraud Lehn, Politikerin (SPD)
- 1948, 23. Mai: Elke Rühl, Politikerin (CDU)
- 1948, 15. November: Armin Brinkmann, neuapostolischer Geistlicher und Kirchenpräsident der NAK Nordrhein-Westfalen
- 1949, Jorgo Schäfer, eigentlich: Jürgen Schäfer, Maler, Grafiker und Cartoonist
- 1949, 13. März: Jürgen Banscherus, Schriftsteller
- 1949, 31. Mai: Michael Keller, Großmeister für Schachkompositionen
- 1951, 21. September: Hans-Jürgen Berger, ehemaliger Leichtathlet, der bei den Olympischen Spielen 1976 in Montreal startete
- 1952, 18. April: Ulrike Kaiser, Medienjournalistin und Gewerkschafterin
- 1953, 28. Mai: Stephan Luckhaus, Mathematiker
- 1953, 21. Juni: Achim von Oppen, Historiker
- 1955, 11. November: Petra Ernstberger, Politikerin (SPD)
- 1956: Harald Eller, Musiker
- 1956, 26. Februar: Horst Kläuser, Journalist und Moderator
- 1956, 16. August: Beate Wilding, Politikerin (SPD), ehemalige Oberbürgermeisterin von Remscheid
- 1956, 5. September: Uwe Anton, Schriftsteller
- 1957, 18. Mai: Frank Plasberg, Journalist und Fernsehmoderator
- 1958, 18, Juli: Cornelia Barth, Politikerin (Die Linke)
- 1959, 9. April: Jürgen Suhr, Politiker (Bündnis 90/Die Grünen)
- 1959, 18. Mai: Sabine Thillaye, Politikerin (Frankreich)
- 1959, 11. Juni: Reinhold F. Glei, Altphilologe
- 1960, Joachim Braun, Autor, Paar-, Kinder- und Jugendlichenpsychotherapeut
- 1960, 11. April: Margarete Sorg-Rose, Komponistin, Dirigentin, Musikhistorikerin, Autorin
- 1960, 15. September: Dirk Heckmann, Rechtswissenschaftler
- 1960, 20. September: Stefan F. Winter; † 20. April 2018 in Rhöndorf, Mediziner, Hochschullehrer, Manager und Staatssekretär

### 1961 bis 1980
- 1961, Johannes Schenk, Jazzmusiker
- 1961, 15. Februar: Ulrich Thielemann, Wirtschaftsethiker
- 1961, 18. Februar: Frank Schulz, Fußballspieler und -trainer
- 1961, 27. März, Christian Zech, Musiker und Kulturmanager
- 1962, 28. März: Peter Kunz, Journalist
- 1962, 21. Oktober: Katja von der Bey, Kunsthistorikerin und Feministin
- 1963: Helge Heidemeyer, Historiker
- 1963, 4. Januar: Dirk Diedrichs, Ministerialbeamter und politischer Beamter
- 1963, 23. April: Frank Scherer, Verwaltungsjurist, Landrat des Ortenaukreises
- 1963, 21. November: Peter Jackisch, Fußballspieler
- 1964, 31. Mai: Christoph Keese, Journalist
- 1966, 6. Juni: Anna Veronika Wendland, Historikerin und Publizistin
- 1967, Bernhard Küster, Biochemiker, Ordinarius für Proteomik und Bioanalytik an der Technischen Universität München
- 1967, 2. Oktober: Christian Tornau, Altphilologe
- 1967, 20. Oktober: Carsten Pröpper, Fußballspieler
- 1968, Carsten Müller-Tidow, Mediziner, Hämatologe, Onkologe und Hochschullehrer
- 1968, 15. August: Wolfgang Tillmans, Fotograf
- 1969, Sascha Lehnartz, Journalist und Schriftsteller
- 1969, 30. März: Ulrike Schmidt, Volleyball- und Beachvolleyballspielerin
- 1970, 18. Februar: Tim Crummenerl, Richter am Bundesgerichtshof
- 1970, 16. September: Christine Urspruch, Schauspielerin
- 1970, 26. April: Nicole Rensmann, Schriftstellerin
- 1971, 17. September: Torsten Schlurmann, Bauingenieur, Professor an der Universität Hannover
- 1972: Georg Wurth, Lobbyist und Hanf-Aktivist
- 1972, 9. Februar: Antonio Vera, Wirtschafts- und Kulturwissenschaftler, Professor an der Deutschen Hochschule der Polizei
- 1972, 11. September: Harry Luck, Schriftsteller und Journalist
- 1973, 16. Januar: Marion Holthaus, Bürgermeisterin von Wermelskirchen
- 1973, 12. April: Michael Watzke, Hörfunkjournalist
- 1974, Claudia Bohrmann-Linde, Chemiedidaktikerin und Hochschullehrerin
- 1975, 15. Januar: Christiane Soeder ist eine deutsch-österreichische Radrennfahrerin
- 1976, 10. Februar, Sven Wolf, Politiker, Mitglied des Nordrhein-Westfälischen Landtags
- 1976, 26. Dezember: Anna-Maria Gradante, Judoka (u. a. Bronzemedaille bei den Olympischen Spielen in Sydney)

### 1981 bis 2000
- 1981: Roman Babik, Jazzmusiker
- 1981: Johannes Behr, Jazzmusiker
- 1982, 23. Februar: Tobias Hoffmann, Jazzmusiker
- 1984, 12. März: Katharina Gast, Fernsehmoderatorin
- 1984, 3. Oktober: Christian Wüster, Dramatiker, sowie Mundart- und Heimatdichter
- 1985: Charlotte Ortmann, Jazzmusikerin
- 1985, 13. April: Cataldo Cozza, Fußballspieler
- 1985, 17. September: Giovanni Cannata, Fußballspieler
- 1986: Dennis Herrmann, Schauspieler
- 1987, 11. Januar: Cedric Pick
- 1987, 21. Januar: Alexander Dercho, Fußballspieler
- 1987, 1. Juni, Tim Weber, Squashspieler
- 1988, 19. Februar: Nadine Vasta, VIVA-Moderatorin
- 1988, 17. Mai: Christine Herrmann, Handballspielerin
- 1988, 5. Dezember: Hristina Sampanidou, Fußballspielerin
- 1990, 21. September: Maximilian Humpert, Slam-Poet, Filmemacher, Musiker
- 1991, 5. März: Evangelos Skraparas, deutsch-griechischer Fußballspieler
- 1991, 31. Oktober: Abdurrahman Kuyucu, Fußballspieler
- 1992, 12. September: Deamon, Rapper
- 1993, 7. Mai: Johnny Diggson, Rapper
- 1993, 18. August: Luca Dürholtz, Fußballspieler
- 1994, 26. April: Nikolaos Ioannidis, griechischer Fußballspieler
- 1996, 22. März: Jonas Dassler, Theater- und Filmschauspieler
- 1999, 8. April: Sergio López, spanischer Fußballspieler

## 21. Jahrhundert

### Ab 2000
- 2002, 30. Januar: Lea Müller (BMX-Sportlerin), Radsportlerin
- 2004, 15. März: Clara Fröhlich, Fußballspielerin